# 玛丽-乔治·比费
玛丽-乔治·比费（法語：Marie-George Buffet；1949年5月7日—），法国女性政治人物，1969年加入法国共产党，2001年在法共第31次代表大会上当选法共全国书记，1997年至2002年在利昂内尔·若斯潘政府内担任青年和体育部长。2006年在第33次代表大会获得连任。现任塞纳-圣但尼省国会议员。